# Socialisti Uniti per l'Europa
Socialisti Uniti per l'Europa è stata una lista elettorale di ispirazione socialista presentata alle elezioni europee del 2004, costituita dal Nuovo PSI, dal Movimento di Unità Socialista di Claudio Signorile e da altri movimenti e partiti socialisti attivi su scala regionale.
La lista superò il 2% dei consensi a livello nazionale, eleggendo due parlamentari europei, Alessandro Battilocchio e Gianni De Michelis (entrambi del Nuovo PSI), nelle circoscrizioni centro e sud.
L'apporto decisivo al significativo risultato della lista venne dalle regioni del Mezzogiorno, in particolar modo dalla Calabria, dove l'apporto del movimento socialista facente capo a Saverio Zavettieri, contribuì a far registrare per la lista un dato superiore al 7% a livello regionale.
Essendo sia Battilocchio che De Michelis esponenti del NPSI, alleato del centro-destra, a entrambi fu inizialmente impedita l'iscrizione al gruppo Socialista al Parlamento europeo: i due eurodeputati poterono accedere al gruppo solo dopo la loro adesione al ricostituito Partito Socialista, facente riferimento al centro-sinistra.

## Risultati elettorali
| Elezione     | Elezione | Voti | %      | Seggi |
| ------------ | -------- | ---- | ------ | ----- |
| Europee 2004 | 664.463  | 2,04 | 2 / 78 |       |